# Graphe de Foster
Le graphe de Foster est, en théorie des graphes, un graphe 3-régulier possédant 90 sommets et 135 arêtes.

## Propriétés

### Propriétés générales
Le diamètre du graphe de Foster, l'excentricité maximale de ses sommets, est 8, son rayon, l'excentricité minimale de ses sommets, est 8 et sa maille, la longueur de son plus court cycle, est 10. Il s'agit d'un graphe 3-sommet-connexe et d'un graphe 3-arête-connexe, c'est-à-dire qu'il est connexe et que pour le rendre déconnecté il faut le priver au minimum de 3 sommets ou de 3 arêtes.

### Coloration
Le nombre chromatique du graphe de Foster est 2. C'est-à-dire qu'il est possible de le colorer avec 2 couleurs de telle façon que deux sommets reliés par une arête soient toujours de couleurs différentes. Ce nombre est minimal.
L'indice chromatique du graphe de Foster est 3. Il existe donc une 3-coloration des arêtes du graphe telle que deux arêtes incidentes à un même sommet soient toujours de couleurs différentes. Ce nombre est minimal.

### Propriétés algébriques
Le groupe d'automorphismes du graphe de Foster est un groupe d'ordre 4 320.
Le polynôme caractéristique  de la matrice d'adjacence du graphe de Foster est : {\displaystyle (x-3)(x-2)^{9}(x-1)^{18}x^{10}(x+1)^{18}(x+2)^{9}(x+3)(x^{2}-6)^{12}}.